# 1re brigade d'Extrême-Orient
Pour les articles homonymes, voir 1re brigade et Brigade d'Extrême-Orient.
La 1re brigade d'Extrême-Orient une unité militaire française du début de la guerre d'Indochine.
Mise sur pied à Madagascar en 1943 avec le soutien britannique, la brigade débarque en Cochinchine en 1946 avec ses cadres et ses spécialistes. Renforcée de recrues locales, elle mène la réoccupation des plateaux des Montagnards (en) jusqu'en 1947.

## Historique
La brigade est mise sur pied à partir de novembre 1943 sous le nom de brigade de Madagascar. Son équipement est assuré par un accord avec le Bureau de la Guerre britannique passé le 15 juin 1943. La brigade est rassemblée à partir de 1944 au camp de Moramanga, qui deviendra le lieu de départ de l'insurrection malgache de 1947. En mai 1944, la brigade compte 3 900 hommes équipés et armés, un an plus tard elle regroupe 7 046 hommes dont 4 915 sénégalais.
Elle est constituée alors de trois bataillons sénégalais (BMSEO, pour bataillon de marche sénégalais d'Extrême-Orient), un bataillon indochinois, un régiment d'artillerie malgache et des services :
- Bataillon de marche sénégalais d'Extrême-Orient no 1 (nommé à l'origine bataillon de marche no 25[4]) ;
- Bataillon de marche sénégalais d'Extrême-Orient no 2 (ex bataillon de marche no 10, renommé en janvier 1945[4]) ;
- Bataillon de marche sénégalais d'Extrême-Orient no 3 (nommé à l'origine bataillon de marche no 26[4]) ;
- Bataillon indochinois (tirailleurs indochinois précédemment internés au Cap depuis 1941, renforcés de tirailleurs indochinois venus d'Algérie) ;
- 9e régiment de dragons ;
- 41e régiment d'artillerie coloniale[5].

Mais aussi bien le pouvoir politique français que les Britanniques rejettent l'envoi de « Noirs » en Indochine et la brigade part avec ses cadres et spécialistes européens, malgaches et réunionnais. L'effectif de la brigade est réduit à un millier d'hommes jusqu'à ce que des renforts venus de France le fasse remonter à quatre milliers.
Le voyage a lieu par des navires des Alliés, majoritairement britanniques et la brigade débarque à Saïgon à partir du 28 décembre 1945.
Les éléments débarqués sont réorganisés et forment quatre (puis cinq) bataillons de marche, avec le recrutement d'autochtones (Cambodgiens et montagnards) et le renfort d'éléments du 11e régiment d'infanterie coloniale, récemment libérés après leur capture par les Japonais en 1945, et des troupes françaises en Chine.
Début 1946, la composition de la brigade devient donc la suivante :
- 1er bataillon de marche d'Extrême-Orient, issu du BMSEO 1 avec des recrues cambodgiennes du Cambodge[9] ;
- 2e bataillon de marche d'Extrême-Orient, issu du BMSEO 2 avec des recrues cambodgiennes de Cochinchine[9] ;
- 3e bataillon de marche d'Extrême-Orient, issu du BMSEO 3 avec des anciens tirailleurs Rhades[9] ;
- 4e bataillon de marche d'Extrême-Orient, créé en janvier 1946 avec des montagnards Djarais et Sedangs[9] ;
- 5e bataillon de marche d'Extrême-Orient, créé en mars 1946 avec des montagnards d'Annam[9] ;
- 41e régiment d'artillerie coloniale, à dominante malgache[6] ;
- 161e compagnie coloniale du génie, formée de Réunionnais[8] ;
- Groupement d'unités d'armes lourdes de la brigade d'Extrême-Orient (GUAL/BEO), ancien 9e régiment de dragons débarqué dès octobre 1945[10],[11] : formée de deux escadrons mixtes mortiers-mitrailleuses et d'un peloton de scout cars[12] (modèle Humber[10]), cette unité est dissoute en juillet 1946[11];
- Escadron autonome de reconnaissance (chenillettes Universal Carrier[13]), six pelotons[12].

Ainsi renforcée par des soldats autochtones, la brigade devient le modèle du futur « jaunissement » du corps expéditionnaire français en Extrême-Orient.
La brigade reprend puis tient les plateaux montagnards de la chaîne Annamitique.
La brigade est dissoute en juillet 1947, ses bataillons deviennent autonomes.

## Uniforme
Les hommes de la brigade sont à l'origine de la standardisation du chapeau de brousse (en) au sein du corps expéditionnaire français en Extrême-Orient. Équipés par les Britanniques de ce chapeau, fabriqué en feutre, les militaires de la brigade demandent à l'intendance militaire coloniale de poursuivre la fabrication de chapeau de brousse. Faute de feutre, les chapeaux de brousse d'Indochine sont fabriqués en toile mais donnent pleine satisfaction, se révélant aussi efficace que le casque colonial en liège. Le port du chapeau de brousse est rapidement élargi au reste du corps expéditionnaire et à toutes les troupes françaises outre-mer.